# Дејв Спајсер
Дејв Спајсер (енгл. Dave Spicer; 31. мај 1985) канадски је рагбиста и репрезентативац, који тренутно игра за екипу Рејвенс у канадском првенству. Његова примарна позиција је центар, али може још играти и на позицији отварача и крила. У дресу Канаде дебитовао је у новембру 2004., у тест мечу против Енглеске. Био је део репрезентације Канаде на светском првенству 2007. За Канаду је постигао 2 есеја у 17 мечева.